# MattyB

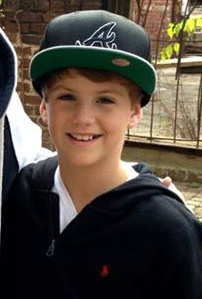
MattyB, 2014

MattyB oder MattyBRaps (eigentlich Matthew David Morris; * 6. Januar 2003 in Atlanta, Georgia) ist ein US-amerikanischer Rapper.

## Karriere
Bereits im Alter von sieben Jahren wurden MattyBs erste Videos auf YouTube hochgeladen.
Ein erster Erfolg war seine Single That’s the Way von 2012. Regelmäßig erscheinen neue Lieder und Videos von ihm, darunter ein Cover-Video mit Vanilla Ice. In zwei Videos singt er auch mit Cimorelli, in weiteren Videos singt oder tanzt er zusammen mit Tyler Ward, Perez Hilton und seinem Cousin MarsRaps.
2013 startete MattyB seine erste US-Tour als Headliner mit Konzerten in diversen Großstädten. 2014 hatte er auf YouTube seine eigene Webserie MattyB’s World und während des Sommers zusätzlich die Serie MattyB Summer. Auf seinem YouTube-Channel MattyBVlogs zeigt er Freizeitaktivitäten wie Ausflüge und Sport. Auch gibt es dort Q&A-Videos (englisch: Questions and Answers, deutsch: Fragen und Antworten) und Challenges. Anfang 2019 war sein YouTube-Kanal über 5 Milliarden Mal aufgerufen worden. 2021 hatte er mehr als 14 Millionen Abonnenten und ein Video mit über 300 Millionen Aufrufen, bevor er alle Cover-Songs aus noch unbekannten Gründen löschte.
2016 veröffentlichte er seine Biografie That’s a rap. Außerdem erstellte er in diesem Jahr die Youtube Channels funniflix und bmusical. Auf diesen möchte er seinen Freunden sowie anderen, noch unbekannten Künstlern die Chance geben, Videos zu veröffentlichen. Mittlerweile veröffentlicht er keine Cover mehr, sondern konzentriert sich auf die Produktion von eigenen Songs.

## Privates
Matthew David Morris hat vier Geschwister. Er lebt mit seiner Familie in Gwinnett County, Georgia. Gemanagt wird er von seinem Vater Blake. Sein Cousin Marshall (auch als „MarsRaps“ bekannt), welcher von seiner Familie adoptiert wurde, produziert seine Musik und hilft ihm beim Schreiben seiner Songs. Sein älterer Bruder Joshua Joseph (genannt „Jeebs“) wurde ebenfalls auf Youtube bekannt, vor allem mit seiner Serie JeebsTV. Seine Geschwister sind ab und zu in seinen Videos zu sehen. Seiner kleinen Schwester Sarah Grace, bei der das Down-Syndrom diagnostiziert wurde, widmete er bereits mehrere Lieder, darunter eine Coverversion des Liedes True Colors. Seine Mutter Tawny Morris ist in einigen Musikvideos oder Interviews zu sehen.

## Trivia
2011 hatte er neben Dwayne Johnson einen Auftritt in einer Episode von WWE Raw als jungen John Cena.

## Veröffentlichungen

### Eigene Lieder
- 2010: I’m MattyB
- 2010: Secret Agent
- 2011: Superstar
- 2011: The Royal Wedding Song
- 2011: Sugar Sugar
- 2011: Forever and Always (feat. Julia Sheer)
- 2011: Burnout (feat. Trailer Choir)
- 2012: That’s the Way
- 2012: Be Right There
- 2012: That Girl Is Mine
- 2013: Turn It Up
- 2013: You Make My Heart Skip
- 2013: Never Too Young (feat. James Maslow)
- 2013: My First Girlfriend
- 2013: Hooked on You
- 2013: Without You Here
- 2013: Back in Time (Soundtrack des Animationsfilms Free Birds[6])
- 2013: Be Mine
- 2014: Turned Out the Lights (feat. Maddi Jane)
- 2014: Flyin High (feat. Coco Jones)
- 2014: Clap
- 2014: Goliath
- 2014: I Just Wanna Love You (feat. John-Robert Rimel)
- 2015: To the Top
- 2015: Turn Up the Track
- 2015: Ride It
- 2015: Right On Time (feat. Ricky Garcia)
- 2015: The Good Life
- 2015: Far Away (feat. Brooke Adee)
- 2015: Right Now I’m Missing You (feat. Brook Adee)
- 2015: My Oh My
- 2015: New Kids
- 2015: The King
- 2015: You Are My Shining Star
- 2015: Guaranteed
- 2015: Crush on You
- 2016: You (feat. Darby Cappillino)
- 2016: Friendzone (feat. Gracie Haschak)
- 2016: Low Key
- 2016: Blue Skies
- 2016: Moment (mit Jade Weber)[7]
- 2016: Live for Today
- 2016: California Dreamin
- 2016: Can’t Get You off My Mind
- 2017: So Alive
- 2017: Shine
- 2017: Spend It All On You
- 2017: Life Is Unfair
- 2017: Video Game (feat. Ivey Meeks and JB)
- 2017: Gone
- 2017: Trust Me
- 2017: On My Own
- 2017: Right In Fron Of You
- 2018: Hey Matty
- 2018: Stuck In The Middle
- 2018: Little Bit (feat. Haschak Sisters)
- 2018: Shoulda Coulda Woulda (feat. Ashlund Jade)
- 2018: Slow Down
- 2018: Pressure Rise
- 2018: Ooh Ooh
- 2018: Already gone
- 2018: 8O8's and Motivation
- 2019: Monsters
- 2019: Let’s Dance
- 2019: SAD
- 2019: Story of Our Lives
- 2019: Beautiful
- 2019: Sixteen (feat. Brooke Adee)
- 2019: Heroes
- 2020: End Of The Day
- 2020: Serious
- 2020: No Sleep
- 2020: Closer
- 2020: Colors
- 2020: Here we go again (feat. Auti G)
- 2020: The Circle
- 2020: Get To You
- 2021: Ready This Time
- 2021: Dramatic

### Coverversionen
Diese Liste enthält nur Lieder, die als Single und/oder mit einem käuflichen Musik-Download zu erwerben sind (also keine reinen YouTube-Videos).
- 2010: Just the Way You Are (feat. Tyler Ward) (Original: Bruno Mars)
- 2011: Ice Ice Baby (feat. Vanilla Ice) (Original: Vanilla Ice)
- 2012: What Makes You Beautiful (Original: One Direction)
- 2012: Scream & Shout (Original: Will.i.am feat. Britney Spears)
- 2012: Gangnam Style (Original: Psy)
- 2012: Call Me Maybe (feat. Cimorelli) (Original: Carly Rae Jepsen)
- 2013: Thrift Shop (Original: Macklemore & Ryan Lewis feat. Wanz)
- 2013: I Would (Original: Justin Bieber)
- 2013: Boom Boom Pow (Original: The Black Eyed Peas)
- 2013: Can’t Hold Us (Original: Macklemore & Ryan Lewis feat. Ray Dalton)
- 2013: What Makes You Beautiful  One Direction
- 2013: We Can’t Stop (Original: Miley Cyrus)
- 2013: Wrecking Ball (Original: Miley Cyrus)
- 2013: Ms. Jackson (Original: OutKast)
- 2013: Stereo Hearts (feat. Skylar Stecker) (Original: Gym Class Heroes)
- 2013: Love Somebody (feat. Maddi Jane) (Original: Maroon 5)
- 2013: Blurred Lines (Original: Robin Thicke feat. T.I., Pharrell)
- 2013: Gentleman (Original: Psy)
- 2014: O. P. P. (Original: Naughty by Nature)
- 2014: Counting Sheeps (Original: OneRepublic)
- 2014: Timber (Original: Pitbull feat. Ke$ha)
- 2014: Talk Dirty (Original: Jason Derulo)
- 2014: Juicy (Original: The Notorious B.I.G.)
- 2014: Run This Town (Original: Jay-Z feat. Rihanna)
- 2014: She Looks so Perfect (feat. Carissa Adee) (Original: 5 Seconds of Summer)
- 2014: Fancy (Original: Iggy Azalea feat. CharliXCX)
- 2014: True Colors (feat. Olivia Kay) (Original: Cyndi Lauper)
- 2014: Rude (Original: Magic)
- 2014: Shake It Off (feat. Skylar Stecker und Jordyn Jones) (Original: Taylor Swift)
- 2014: Steal My Girl (Original: One Direction)
- 2014: Blank Space (feat. Ivey Meeks) (Original: Taylor Swift)
- 2015: See You Again (feat. Charlie Puth) (Original: Wiz Khalifa)
- 2015: Bad Blood (feat. Brooke Adee) (Original Taylor Swift)
- 2015: Get the Party Started (feat. Haschak Sisters and Adee Sisters) (Original: Pink)
- 2016: Love Yourself (Original: Justin Bieber)